# チヌア・アチェベ
チヌア・アチェベ（Chinua Achebe、アルバート・チヌアルモグ・アチェベ、Albert Chinụalụmọgụ Achebe、1930年11月16日 - 2013年3月21日）は、ナイジェリア出身のイボ人の小説家、詩人、批評家。アフリカに多い口承文学を題材にした小説を描く。

## 生立ち
アチェベは1976年以降のアナンブラ州にあたる地域の町オギディで生まれた。そして当時ロンドン大学のカレッジであった現在のイバダン大学で、英語と、歴史、神学を学んだ。BBCで放送について学んだ後、1961年にナイジェリア放送の最初の海外放送部ディレクターになる。ビアフラ戦争時にはビアフラ共和国の大使を務めた。この時の経験から「難民の母と子」と題した詩を書いた。
アチェベは英語でのアフリカ文学の父と考えられている作家であり、世界的に賞賛される作家の一人でもある。1958年に発表した『崩れゆく絆』は世界で一千万部以上売れ、50以上の言語に訳され、ノルウェー、イギリス、米国、アフリカなどで小説100選の1つに選ばれた。
アチェベは「あるアフリカのイメージ コンラッドの『闇の奥』にみる人種差別」と題した批評を発表し、世界的な議論を呼び、この文章がディベートの題材として用いられるようになった。アチェベはジョゼフ・コンラッドの帝国主義を描いた有名な小説がアフリカの背景や人物を歪めて非人間化し、人種差別的な文脈や語彙を潜ませていると断じた。彼は『闇の奥』の再評価についての議論で、非人間化された人々を偉大な地位に就けるべきでないとする前提で書かれたこの植民地主義の文章に与えられてきた神聖な地位を拒絶した。
アチェベはイングランド、スコットランド、カナダ、米国、ナイジェリアなどで、ダートマス大学 (1972年)、ハーバード大学 (1996年)、ブラウン大学 (1998年)、サウサンプトン大学、ゲルフ大学、ケープタウン大学 (2002年)、イフェ大学などの30以上の名誉学位を得た。また2007年ブッカー国際賞、英連邦詩人賞などの数々の賞を受賞した。
2013年3月21日、アメリカ合衆国マサチューセッツ州ボストンの病院で死去。82歳没。

## 作品

### 小説
- 崩れゆく絆（英語版）Things Fall Apart （1958年）
- もはや安楽なし（英語版）No Longer At Ease （1960年）
- 神の矢 Arrow of God （1964年）
- A Man of the People （1966年）
- サバンナのアリ塚（英語版）Anthills of the Savannah （1987年）

短編集
- The Sacrificial Egg and Other Stories （1962年）
- Girls At War and other Stories （1972年）

### 評論
- The Trouble With Nigeria （1983年）

### 詩集
- Beware Soul Brother （1971年）